# Nikołaj Garietowski
Nikołaj Wiktorowicz Garietowski (ros. Николай Викторович Гаретовский, ur. 7 lutego 1929 we wsi Piesocznia w obwodzie riazańskim) – radziecki działacz państwowy, przewodniczący Zarządu Banku Państwowego ZSRR (1987-1989).

## Życiorys
Od 1942 pracował jako elektryk w fabryce nr 30 w Moskwie, 1950 ukończył Moskiewski Instytut Finansowy, 1950-1952 był ekonomistą i starszym ekonomistą Zarządu Budżetowego Ministerstwa Finansów ZSRR, a 1952-1956 pomocnikiem wiceministra finansów ZSRR. Od 1949 należał do WKP(b), 1956-1959 był zastępcą szefa Wydziału Przemysłu Leśnego, Papierniczego i Materiałów Budowlanych i zastępcą szefa Zarządu Budżetowego Ministerstwa Finansów ZSRR, a 1959-1963 szefem Wydziału Budżetów Republik Związkowych Zarządu Budżetowego Ministerstwa Finansów ZSRR. Od września 1963 do czerwca 1966 był zastępcą szefa Zarządu Budżetowego Ministerstwa Finansów ZSRR, od czerwca 1966 do lipca 1973 konsultantem Wydziału Organów Planowych i Finansowych KC KPZR, a od lipca 1973 do lutego 1981 kierownikiem sektora Wydziału Organów Planowych i Finansowych KC KPZR. Od lutego 1981 do 1986 był zastępcą, a od 1986 do sierpnia 1987 I zastępcą ministra finansów ZSRR, od sierpnia 1987 do lipca 1989 zajmował stanowisko przewodniczącego Zarządu Banku Państwowego ZSRR, następnie przeszedł na emeryturę. Był odznaczony Orderem Czerwonego Sztandaru Pracy i Orderem Znak Honoru.